# 香港商場列表
香港的商場數以千計，各區均擁有大型商場，以商業原則設計，方便消費者為主。
海港城為香港最大型及亞洲歷史最悠久的購物中心，在1966年開業，佔地2,117,000平方呎，有約400間商店，第二名為新城市廣場，佔地達200萬平方呎，雲集逾350間商店和逾50間食肆，曾為全世界每日人流最多的商場。第三名為新都城中心，總面積達150萬平方呎。其餘大商場排名如下：
第4名: K11 MUSEA 總面積達120萬平方呎, 為尖沙咀及九龍第二大商場

第5名: YOHO MALL 總面積達110萬平方呎, 為新界西最大商場

第6名: Megabox 總面積達110萬平方呎, 為九龍東及觀塘區最大商場

第7名: 太古城中心 總面積達109萬平方呎, 為香港島最大商場

第8名: 奧海城 總面積達103萬平方呎, 為油尖旺區第三大商場

第9名: 屯門市廣場 總面積達100萬平方呎, 為新界西第二大商場

第10名: 又一城 總面積達98萬平方呎, 為深水埗區最大商場

第11名: 時代廣場 總面積達94萬平方呎, 為灣仔區最大商場及香港島第二大商場

第12名: 德福廣場 總面積達93萬平方呎, 為九龍東及觀塘區第二大商場

第13名: 圓方 總面積達90萬平方呎, 為油尖旺區第四大商場

第14名: 東薈城 總面積達80萬平方呎, 為離島區及新界西南最大商場

第15名: 國際金融中心 總面積達80萬平方呎, 為中西區最大商場及香港島第三大商場
以下是全港各區之大小商場列表。